# Annemarie Podlipny-Hehn
Annemarie Podlipny-Hehn (n. 20 februarie 1938, Lovrin, Timiș, România) este doctor în filozofie, istoric de artă, critic de artă, membră a Uniunii Scriitorilor din România și autoarea a mai multor cărți, scrise atât în limba sa maternă, germana, cât și în limba română.

## Biografie[4]
A urmat școala generală la Sânnicolau Mare, apoi Liceul Pedagogic German din Timișoara, pe care l-a absolvit în 1957.
Studiile superioare le-a făcut la Universitatea din Timișoara, la Facultatea de Filologie, secția germană-română, absolvită în 1961. În 1990 a luat și doctoratul în filologie.
Activitatea profesională a început-o în 1961 ca profesor de limba germană, întâi la școala generală din Gărâna, apoi la școala generală din Orțișoara, până în 1964.
Din 1964 până în 1991 a fost custode la Muzeul Banatului din Timișoara, secția de artă.
În această perioadă a colaborat la publicațiile Neue Literatur, Neuer Weg, Neue Banater Zeitung, Allgemeine Deutsche Zeitung, Volk und Kultur, Karpatenrundschau, și altele.
În anul 1992 a înființat un cenaclu literar în limba germană, Stafette (Ștafeta), pe care îl conduce, cu scopul de a promova tinere talente ale literaturii tinere, de expresie germană, în Banat. Dintre autorii promovați de cenaclu, unii sunt tinrti de origine română, care urmează școala germană și scriu în limba germană.
A fost președinta Forumului Democrat al Germanilor din Timișoara în perioada martie 2005 - iunie 2007.
Este referent cultural la Asociația internațională a șvabilor dunăreni, vicepreședinte al Uniunii Europene Banat din România, membru al Societății Deutsche Schiller-Gesellschaft și al Societății Internaționale Lenau-Gesellschaft, membru al Asociației Germaniștilor din România și al Breslei Artistice din Esslingen, Germania.
Annemarie Podlipny-Hehn este sora scriitoarei de limbă germană Ilse Hehn.

## Scrieri
- Stefan Jäger, Editura Kriterion, București, 1972
- Franz Ferch, monografie, București, Editura Kriterion, 1975;
- Banater Malerei vom 18-20 Jh/ Pictura din Banat în sec. 18-20, București, Editura Kriterion, 1984;
- Julius Podlipny, monografie, București, Editura Kriterion, 1986;
- Nikolaus Lenau in Rumänien - Eine Bilddokumentation / Nikolaus Lenau în România, București, Editura Kriterion, 1988, ediția a II-a 1991;
- Hildegard Kremper-Fackner, monografie, München, 1991;
- Wir waren Zeugen - Temeswar 1989/ Am fost martori - Timișoara 1989, München, Südostdeutsches Kulturwerk, 1991;
- Oskar Szuhanek, monografie, București, Editura Kriterion, 1996;
- Adolf Humborg, monografie, Augsburg, 1997;
- Werte aller Zeiten/ Valori din toate timpurile, București, Editura Kriterion, 1998;
- Oscar Walter Cisek, eseu, Timișoara, Editura Solness, 2000;
- Carmen Sylva (biografie romanțată), versiunea română în traducere de Marlen Heckmann Negrescu, Timișoara, Editura Solness, 2001, ISBN 9789738145528;
- Ferdinand Gallas, monografie, Timișoara, Editura Artpress, 2002.
- Kulturspiegel. Beiträge zur Kulturlandschaft einer Vielvölkerregion (Oglinda culturii. Contribții la spațiul cultural al unei regiuni multietnice), Editura „Cosmopolitan Art“ Timișoara, 2014

## Îngrijiri de ediții
- 12 volume din cadrul antologiei Die Stafette, însumând lucrări ale membrilor Cenaclului literar german din Timișoara;
- 30 de cărți editate de Cenaclul Die Stafette și de Forumul Democrat al Germanilor din România.

## Distincții[6]
- Premiul special al Uniunii Scriitorilor din România, Filiala Timișoara,1996;
- Pemiul pentru întreaga activitate literară acordat de Filiala Timișoara a Uniunii Scriitorilor din România, 1999;
- Diploma de excelență a Universității „Banatul" din Timișoara, 2002;
- Ordinul Național „Serviciul credincios" în grad de cavaler, 2002;
- Premiul de excelență al Filialei Timișoara a Uniunii Scriitorilor din România, 2004;
- Diploma de excelență a municipiului Timișoara, 2005.
- Premiul Uniunii Scriitorilor, filiala Timișoara pe anul 2011, pentru cartea în limba germană „DA-SEIN“ (tradusă în română cu titlul „Conté“), Editura Cosmopolitan Art,Timișoara, 2010[7]